# Oplurus grandidieri
Oplurus grandidieri är en ödleart som beskrevs av  François Mocquard 1900. Oplurus grandidieri ingår i släktet Oplurus och familjen Opluridae. IUCN kategoriserar arten globalt som livskraftig. Inga underarter finns listade i Catalogue of Life.